# Élections municipales de 2014 dans le Puy-de-Dôme
Les élections municipales dans le Puy-de-Dôme se sont déroulées les 23 et 30 mars 2014.

## Maires sortants et maires élus
La gauche perd Issoire et Riom, deux des villes majeures du département, elle est également battue à Aigueperse, Ambert, Beaumont, Brassac-les-Mines, Cébazat, Ceyrat, Ennezat, Gerzat, Lempdes, Romagnat et Saint-Bonnet-près-Riom. Le maintien du PS à Clermont-Ferrand et des succès à Châteaugay et Mirefleurs, ainsi qu'à Courpière et Thiers, remportées par le PCF, compensent quelque peu ce bilan défavorable. La droite est gagnante aux Martres-d'Artière, Mozac, Orléat et Saint-Beauzire. L'UDI se maintient à Chamalières et Le Cendre.
| Commune                 | Population | Maire sortant            | Parti | Parti | Maire élu               | Parti | Parti |
| ----------------------- | ---------- | ------------------------ | ----- | ----- | ----------------------- | ----- | ----- |
| Aigueperse              | 2 595      | Gilbert Petitalot        |       | DVG   | Luc Chaput              |       | DVD   |
| Ambert                  | 6 869      | Christian Chevaleyre     |       | DVG   | Myriam Fougere          |       | DVD   |
| Aubière                 | 9 475      | Christian Sinsard        |       | PCF   | Christian Sinsard       |       | PCF   |
| Aulnat                  | 4 076      | Didier Laville           |       | PS    | Didier Laville          |       | PS    |
| Auzat-la-Combelle       | 2 069      | Michelle Fauvergue       |       | PS    | Georges Tinet           |       | PCF   |
| Aydat                   | 2 204      | Roger Lepetit            |       | DVD   | Roger Lepetit           |       | DVD   |
| Beaumont                | 10 908     | François Saint-André     |       | DVG   | Alain Dumeil            |       | UMP   |
| Billom                  | 4 632      | Pierre Guillon           |       | PS    | Pierre Guillon          |       | PS    |
| Blanzat                 | 3 793      | Jacques Prival           |       | PS    | Michel Beyssi           |       | PS    |
| Brassac-les-Mines       | 3 308      | André Tapissier          |       | PS    | Yves-Serge Croze        |       | DVD   |
| Cébazat                 | 7 509      | Bernard Auby             |       | PS    | Flavien Neuvy           |       | UDI   |
| Ceyrat                  | 5 444      | Alain Brochet            |       | DVG   | Laurent Masselot        |       | UDI   |
| Chamalières             | 17 467     | Louis Giscard d'Estaing  |       | UDI   | Louis Giscard d'Estaing |       | UDI   |
| Châteaugay              | 3 156      | Bernadette Chassefière   |       | SE    | René Darteyre           |       | DVG   |
| Châtel-Guyon            | 6 239      | Frédéric Bonnichon       |       | UMP   | Frédéric Bonnichon      |       | UMP   |
| Clermont-Ferrand        | 140 957    | Serge Godard             |       | PS    | Olivier Bianchi         |       | PS    |
| Combronde               | 2 052      | Bernard Lambert          |       | DVG   | Bernard Lambert         |       | DVG   |
| Cournon-d'Auvergne      | 19 063     | Bertrand Pasciuto        |       | PS    | Bertrand Pasciuto       |       | PS    |
| Courpière               | 4 401      | Jean-Noël Serin          |       | UMP   | Christiane Samson       |       | PCF   |
| Ennezat                 | 2 408      | Jacques Curé             |       | PS    | Fabrice Magnet          |       | DVD   |
| Gerzat                  | 10 389     | Georges Dassaud          |       | PS    | Jean Albisetti          |       | DVD   |
| Issoire                 | 14 170     | Jacques Magne            |       | PS    | Bertrand Barraud        |       | UMP   |
| La Roche-Blanche        | 3 190      | Gérard Vialat            |       | DVD   | Gérard Vialat           |       | DVD   |
| Le Cendre               | 4 801      | Hervé Prononce           |       | UDI   | Hervé Prononce          |       | UDI   |
| Lempdes                 | 8 397      | Gérard Betenfeld         |       | DVG   | Henri Gisselbrecht      |       | DVD   |
| Les Martres-d'Artière   | 2 029      | Gabriel Bapeyrat         |       | SE    | Vincent Raymond         |       | DVD   |
| Les Martres-de-Veyre    | 3 934      | Pascal Pigot             |       | PS    | Pascal Pigot            |       | PS    |
| Lezoux                  | 5 608      | Marie-Gabrielle Gagnadre |       | UMP   | Alain Cosson            |       | DVD   |
| Maringues               | 2 768      | Bernard Faure            |       | PS    | Robert Imbaud           |       | PS    |
| Mirefleurs              | 2 311      | Alain Hébrard            |       | SE    | Jean Baridon            |       | DVG   |
| Mozac                   | 3 788      | Michel Arsac             |       | SE    | Marc Régnoux            |       | DVD   |
| Orcet                   | 2 695      | Dominique Guélon         |       | DVD   | Dominique Guélon        |       | DVD   |
| Orcines                 | 3 282      | Jean-Marc Morvan         |       | DVD   | Jean-Marc Morvan        |       | DVD   |
| Orléat                  | 2 043      | Paul Alibert             |       | SE    | Élisabeth Brussat       |       | DVD   |
| Pérignat-lès-Sarliève   | 2 671      | Pierre Riol              |       | DVD   | Pierre Riol             |       | DVD   |
| Peschadoires            | 2 103      | Florent Monneyron        |       | DVG   | Florent Monneyron       |       | DVG   |
| Pont-du-Château         | 10 632     | René Vinzio              |       | MRC   | René Vinzio             |       | MRC   |
| Puy-Guillaume           | 2 612      | Nadine Chabrier          |       | PS    | Bernard Vignaud         |       | DVG   |
| Riom                    | 18 291     | Jean-Claude Zicola       |       | PS    | Pierre Pecoul           |       | UMP   |
| Romagnat                | 8 049      | François Farret          |       | PS    | Laurent Brunmurol       |       | DVD   |
| Royat                   | 4 490      | Marcel Aledo             |       | DVD   | Marcel Aledo            |       | DVD   |
| Saint-Beauzire          | 2 105      | Hervé Corger             |       | SE    | Jean-Pierre Hebrard     |       | DVD   |
| Saint-Bonnet-près-Riom  | 2 037      | Christophe Mathieu       |       | PS    | Jean-Philippe Perret    |       | DVD   |
| Saint-Éloy-les-Mines    | 3 622      | Marie-Thérèse Sikora     |       | UMP   | Marie-Thérèse Sikora    |       | UMP   |
| Saint-Genès-Champanelle | 3 216      | Roger Gardes             |       | PS    | Roger Gardes            |       | PS    |
| Saint-Georges-de-Mons   | 2 100      | Camille Chanséaume       |       | PS    | Camille Chanséaume      |       | PS    |
| Sayat                   | 2 170      | Robert Couzon            |       | DVD   | Nicolas Weinmeister     |       | DVD   |
| Thiers                  | 11 232     | Thierry Déglon           |       | DVD   | Claude Nowotny          |       | PCF   |
| Vertaizon               | 3 161      | Jean-Paul Prulière       |       | DVG   | Jean-Paul Prulière      |       | DVG   |
| Veyre-Monton            | 3 434      | Yves Fafournoux          |       | PS    | Yves Fafournoux         |       | PS    |
| Vic-le-Comte            | 4 849      | Roland Blanchet          |       | PS    | Roland Blanchet         |       | PS    |
| Volvic                  | 4 563      | Mohand Hamoumou          |       | SE    | Mohand Hamoumou         |       | SE    |

## Résultats dans les communes de plus de2 000 habitants

### Aigueperse
- Maire sortant : Gilbert Petitalot
- 23 sièges à pourvoir au conseil municipal (population légale 2011 : 2 595 habitants)
- 6 sièges à pourvoir au conseil communautaire (CC Plaine Limagne)

|                          | Luc Chaput          | DVD            | 558   | 52,74  | 18 | 5 |  |  |
|                          | Gilbert Petitalot * | DVG            | 500   | 47,25  | 5  | 1 |  |  |
|                          |                     |                |       |        |    |   |  |  |
| Inscrits                 | Inscrits            | Inscrits       | 1 516 | 100,00 |    |   |  |  |
| Abstentions              | Abstentions         | Abstentions    | 411   | 27,11  |    |   |  |  |
| Votants                  | Votants             | Votants        | 1 105 | 72,89  |    |   |  |  |
| Blancs et nuls           | Blancs et nuls      | Blancs et nuls | 47    | 4,25   |    |   |  |  |
| Exprimés                 | Exprimés            | Exprimés       | 1 058 | 95,75  |    |   |  |  |
| * Liste du maire sortant |                     |                |       |        |    |   |  |  |

### Ambert
- Maire sortant : Christian Chevaleyre (DVG)
- 29 sièges à pourvoir au conseil municipal (population légale 2011 : 6 869 habitants)
- 12 sièges à pourvoir au conseil communautaire (CC Ambert Livradois Forez)

| Tête de liste  | Tête de liste             | Liste          | Premier tour | Premier tour | Second tour | Second tour | Sièges | Sièges |
| Tête de liste  | Tête de liste             | Liste          | Voix         | %            | Voix        | %           | CM     | CC     |
| -------------- | ------------------------- | -------------- | ------------ | ------------ | ----------- | ----------- | ------ | ------ |
|                | Simone Monnerie           | UMP            | 1 072        | 32,55        | 1 256       | 35,42       | 5      | 2      |
|                | Myriam Fougere            | DVD            | 1 028        | 31,21        | 1 560       | 43,99       | 22     | 9      |
|                | Michel Dajoux             | PS             | 661          | 20,07        | 421         | 11,87       | 1      | 1      |
|                | Véronique Faucher Convert | DVG            | 532          | 16,15        | 309         | 8,71        | 1      |        |
|                |                           |                |              |              |             |             |        |        |
| Inscrits       | Inscrits                  | Inscrits       | 5 020        | 100,00       | 5 048       | 100,00      |        |        |
| Abstentions    | Abstentions               | Abstentions    | 1 519        | 30,26        | 1 396       | 27,65       |        |        |
| Votants        | Votants                   | Votants        | 3 501        | 69,74        | 3 652       | 72,35       |        |        |
| Blancs et nuls | Blancs et nuls            | Blancs et nuls | 208          | 5,94         | 106         | 2,90        |        |        |
| Exprimés       | Exprimés                  | Exprimés       | 3 293        | 94,06        | 3 546       | 97,10       |        |        |

### Aubière
- Maire sortant : Christian Sinsard (PCF)
- 29 sièges à pourvoir au conseil municipal (population légale 2011 : 9 475 habitants)
- 2 sièges à pourvoir au conseil communautaire (Clermont Auvergne Métropole)

| Tête de liste            | Tête de liste       | Liste          | Premier tour | Premier tour | Second tour | Second tour | Sièges | Sièges |
| Tête de liste            | Tête de liste       | Liste          | Voix         | %            | Voix        | %           | CM     | CC     |
| ------------------------ | ------------------- | -------------- | ------------ | ------------ | ----------- | ----------- | ------ | ------ |
|                          | Christian Sinsard * | PS-PCF-EELV    | 1 364        | 35,26        | 1 757       | 43,42       | 21     | 2      |
|                          | Sylvain Casildas    | UMP            | 1 118        | 28,90        | 1 743       | 43,07       | 6      |        |
|                          | Bernard Durel       | DVD            | 717          | 18,53        |             |             |        |        |
|                          | Nicole Lozano       | DVG            | 669          | 17,29        | 546         | 13,49       | 2      |        |
|                          |                     |                |              |              |             |             |        |        |
| Inscrits                 | Inscrits            | Inscrits       | 6 492        | 100,00       | 6 492       | 100,00      |        |        |
| Abstentions              | Abstentions         | Abstentions    | 2 462        | 37,92        | 2 309       | 35,57       |        |        |
| Votants                  | Votants             | Votants        | 4 030        | 62,08        | 4 183       | 64,43       |        |        |
| Blancs et nuls           | Blancs et nuls      | Blancs et nuls | 162          | 4,02         | 137         | 3,28        |        |        |
| Exprimés                 | Exprimés            | Exprimés       | 3 868        | 95,98        | 4 046       | 96,72       |        |        |
| * Liste du maire sortant |                     |                |              |              |             |             |        |        |

### Aulnat
- Maire sortant : Didier Laville
- 27 sièges à pourvoir au conseil municipal (population légale 2011 : 4 076 habitants)
- 2 sièges à pourvoir au conseil communautaire (Clermont Auvergne Métropole)

|                          | Didier Laville * | PS-PCF-EELV    | 1 191 | 100,00 | 27 | 2 |  |  |
|                          |                  |                |       |        |    |   |  |  |
| Inscrits                 | Inscrits         | Inscrits       | 2 879 | 100,00 |    |   |  |  |
| Abstentions              | Abstentions      | Abstentions    | 1 391 | 48,32  |    |   |  |  |
| Votants                  | Votants          | Votants        | 1 488 | 51,68  |    |   |  |  |
| Blancs et nuls           | Blancs et nuls   | Blancs et nuls | 297   | 19,96  |    |   |  |  |
| Exprimés                 | Exprimés         | Exprimés       | 1 191 | 80,04  |    |   |  |  |
| * Liste du maire sortant |                  |                |       |        |    |   |  |  |

### Auzat-la-Combelle
- Maire sortant : Michelle Fauvergue
- 19 sièges à pourvoir au conseil municipal (population légale 2011 : 2 069 habitants)
- 5 sièges à pourvoir au conseil communautaire (CA Agglo Pays d'Issoire)

|                | Georges Tinet  | DVG            | 518   | 52,69  | 15 | 4 |  |  |
|                | Francis Cobo   | DVG            | 465   | 47,30  | 4  | 1 |  |  |
|                |                |                |       |        |    |   |  |  |
| Inscrits       | Inscrits       | Inscrits       | 1 728 | 100,00 |    |   |  |  |
| Abstentions    | Abstentions    | Abstentions    | 628   | 36,34  |    |   |  |  |
| Votants        | Votants        | Votants        | 1 100 | 63,66  |    |   |  |  |
| Blancs et nuls | Blancs et nuls | Blancs et nuls | 117   | 10,64  |    |   |  |  |
| Exprimés       | Exprimés       | Exprimés       | 983   | 89,36  |    |   |  |  |

### Aydat
- Maire sortant : Roger Lepetit
- 19 sièges à pourvoir au conseil municipal (population légale 2011 : 2 204 habitants)
- 6 sièges à pourvoir au conseil communautaire (CC Mond'Arverne Communauté)

| Tête de liste            | Tête de liste       | Liste          | Premier tour | Premier tour | Second tour | Second tour | Sièges | Sièges |
| Tête de liste            | Tête de liste       | Liste          | Voix         | %            | Voix        | %           | CM     | CC     |
| ------------------------ | ------------------- | -------------- | ------------ | ------------ | ----------- | ----------- | ------ | ------ |
|                          | Roger Lepetit *     | DVD            | 616          | 46,80        | 629         | 46,45       | 15     | 5      |
|                          | Christophe Troquier | SE             | 462          | 35,10        | 483         | 35,67       | 3      | 1      |
|                          | Christine Pacaud    | DVG            | 238          | 18,08        | 242         | 17,87       | 1      |        |
|                          |                     |                |              |              |             |             |        |        |
| Inscrits                 | Inscrits            | Inscrits       | 1 883        | 100,00       | 1 883       | 100,00      |        |        |
| Abstentions              | Abstentions         | Abstentions    | 515          | 27,35        | 505         | 26,82       |        |        |
| Votants                  | Votants             | Votants        | 1 368        | 72,65        | 1 378       | 73,18       |        |        |
| Blancs et nuls           | Blancs et nuls      | Blancs et nuls | 52           | 3,80         | 24          | 1,74        |        |        |
| Exprimés                 | Exprimés            | Exprimés       | 1 316        | 96,20        | 1 354       | 98,26       |        |        |
| * Liste du maire sortant |                     |                |              |              |             |             |        |        |

### Beaumont
- Maire sortant : François Saint-André (DVG)
- 33 sièges à pourvoir au conseil municipal (population légale 2011 : 10 908 habitants)
- 3 sièges à pourvoir au conseil communautaire (Clermont Auvergne Métropole)

|                          | Alain Dumeil           | UMP-UDI        | 2 352 | 51,36  | 25 | 2 |  |  |
|                          | François Saint-André * | PS-PCF-EELV    | 2 227 | 48,63  | 8  | 1 |  |  |
|                          |                        |                |       |        |    |   |  |  |
| Inscrits                 | Inscrits               | Inscrits       | 8 649 | 100,00 |    |   |  |  |
| Abstentions              | Abstentions            | Abstentions    | 3 698 | 42,76  |    |   |  |  |
| Votants                  | Votants                | Votants        | 4 951 | 57,24  |    |   |  |  |
| Blancs et nuls           | Blancs et nuls         | Blancs et nuls | 372   | 7,51   |    |   |  |  |
| Exprimés                 | Exprimés               | Exprimés       | 4 579 | 92,49  |    |   |  |  |
| * Liste du maire sortant |                        |                |       |        |    |   |  |  |

### Billom
- Maire sortant : Pierre Guillon
- 27 sièges à pourvoir au conseil municipal (population légale 2011 : 4 632 habitants)
- 6 sièges à pourvoir au conseil communautaire (CC Billom Communauté)

|                          | Pierre Guillon * | PS-PCF-EELV    | 1 029 | 100,00 | 27 | 6 |  |  |
|                          |                  |                |       |        |    |   |  |  |
| Inscrits                 | Inscrits         | Inscrits       | 3 061 | 100,00 |    |   |  |  |
| Abstentions              | Abstentions      | Abstentions    | 1 422 | 46,46  |    |   |  |  |
| Votants                  | Votants          | Votants        | 1 639 | 53,54  |    |   |  |  |
| Blancs et nuls           | Blancs et nuls   | Blancs et nuls | 610   | 37,22  |    |   |  |  |
| Exprimés                 | Exprimés         | Exprimés       | 1 029 | 62,78  |    |   |  |  |
| * Liste du maire sortant |                  |                |       |        |    |   |  |  |

### Blanzat
- Maire sortant : Jacques Prival
- 27 sièges à pourvoir au conseil municipal (population légale 2011 : 3 793 habitants)
- 2 sièges à pourvoir au conseil communautaire (Clermont Auvergne Métropole)

|                | Michel Beyssi  | PS-PCF-EELV    | 1 087 | 100,00 | 27 | 2 |  |  |
|                |                |                |       |        |    |   |  |  |
| Inscrits       | Inscrits       | Inscrits       | 2 988 | 100,00 |    |   |  |  |
| Abstentions    | Abstentions    | Abstentions    | 1 430 | 47,86  |    |   |  |  |
| Votants        | Votants        | Votants        | 1 558 | 52,14  |    |   |  |  |
| Blancs et nuls | Blancs et nuls | Blancs et nuls | 471   | 30,23  |    |   |  |  |
| Exprimés       | Exprimés       | Exprimés       | 1 087 | 69,77  |    |   |  |  |

### Brassac-les-Mines
- Maire sortant : André Tapissier (PS)
- 23 sièges à pourvoir au conseil municipal (population légale 2011 : 3 308 habitants)
- 9 sièges à pourvoir au conseil communautaire (CA Agglo Pays d'Issoire)

| Tête de liste            | Tête de liste     | Liste          | Premier tour | Premier tour | Second tour | Second tour | Sièges | Sièges |
| Tête de liste            | Tête de liste     | Liste          | Voix         | %            | Voix        | %           | CM     | CC     |
| ------------------------ | ----------------- | -------------- | ------------ | ------------ | ----------- | ----------- | ------ | ------ |
|                          | Yves-Serge Croze  | DVD            | 659          | 40,83        | 791         | 47,08       | 17     | 7      |
|                          | André Tapissier * | PS             | 486          | 30,11        | 478         | 28,45       | 3      | 1      |
|                          | Virginie Barreyre | DVG            | 469          | 29,05        | 411         | 24,46       | 3      | 1      |
|                          |                   |                |              |              |             |             |        |        |
| Inscrits                 | Inscrits          | Inscrits       | 2 541        | 100,00       | 2 540       | 100,00      |        |        |
| Abstentions              | Abstentions       | Abstentions    | 864          | 34,00        | 826         | 32,52       |        |        |
| Votants                  | Votants           | Votants        | 1 677        | 66,00        | 1 714       | 67,48       |        |        |
| Blancs et nuls           | Blancs et nuls    | Blancs et nuls | 63           | 3,76         | 34          | 1,98        |        |        |
| Exprimés                 | Exprimés          | Exprimés       | 1 614        | 96,24        | 1 680       | 98,02       |        |        |
| * Liste du maire sortant |                   |                |              |              |             |             |        |        |

### Cébazat
- Maire sortant : Bernard Auby (PS)
- 29 sièges à pourvoir au conseil municipal (population légale 2011 : 7 509 habitants)
- 2 sièges à pourvoir au conseil communautaire (Clermont Auvergne Métropole)

|                | Flavien Neuvy   | UDI            | 2 464 | 63,64  | 24 | 2 |  |  |
|                | Pascal Guittard | PS-PCF-EELV    | 1 408 | 36,36  | 5  |   |  |  |
|                |                 |                |       |        |    |   |  |  |
| Inscrits       | Inscrits        | Inscrits       | 6 012 | 100,00 |    |   |  |  |
| Abstentions    | Abstentions     | Abstentions    | 1 975 | 32,85  |    |   |  |  |
| Votants        | Votants         | Votants        | 4 037 | 67,15  |    |   |  |  |
| Blancs et nuls | Blancs et nuls  | Blancs et nuls | 165   | 4,09   |    |   |  |  |
| Exprimés       | Exprimés        | Exprimés       | 3 872 | 95,91  |    |   |  |  |

### Ceyrat
- Maire sortant : Alain Brochet (DVG)
- 29 sièges à pourvoir au conseil municipal (population légale 2011 : 5 444 habitants)
- 2 sièges à pourvoir au conseil communautaire (Clermont Auvergne Métropole)

|                          | Laurent Masselot | UDI-MoDem      | 1 531 | 51,81  | 22 | 2 |  |  |
|                          | Alain Brochet *  | PS-PCF-EELV    | 1 424 | 48,19  | 7  |   |  |  |
|                          |                  |                |       |        |    |   |  |  |
| Inscrits                 | Inscrits         | Inscrits       | 4 915 | 100,00 |    |   |  |  |
| Abstentions              | Abstentions      | Abstentions    | 1 736 | 35,32  |    |   |  |  |
| Votants                  | Votants          | Votants        | 3 179 | 64,68  |    |   |  |  |
| Blancs et nuls           | Blancs et nuls   | Blancs et nuls | 224   | 7,05   |    |   |  |  |
| Exprimés                 | Exprimés         | Exprimés       | 2 955 | 92,95  |    |   |  |  |
| * Liste du maire sortant |                  |                |       |        |    |   |  |  |

### Chamalières
- Maire sortant : Louis Giscard d'Estaing (UDI)
- 33 sièges à pourvoir au conseil municipal (population légale 2011 : 17 467 habitants)
- 5 sièges à pourvoir au conseil communautaire (Clermont Auvergne Métropole)

|                          | Louis Giscard D'Estaing * | UMP-UDI        | 4 243  | 58,43  | 27 | 5 |  |  |
|                          | Éric Spina                | PS-PCF-EELV    | 1 670  | 23,00  | 3  |   |  |  |
|                          | Brigitte Vaury-billebaud  | DVD            | 1 349  | 18,58  | 3  |   |  |  |
|                          |                           |                |        |        |    |   |  |  |
| Inscrits                 | Inscrits                  | Inscrits       | 12 180 | 100,00 |    |   |  |  |
| Abstentions              | Abstentions               | Abstentions    | 4 669  | 38,33  |    |   |  |  |
| Votants                  | Votants                   | Votants        | 7 511  | 61,67  |    |   |  |  |
| Blancs et nuls           | Blancs et nuls            | Blancs et nuls | 249    | 3,32   |    |   |  |  |
| Exprimés                 | Exprimés                  | Exprimés       | 7 262  | 96,68  |    |   |  |  |
| * Liste du maire sortant |                           |                |        |        |    |   |  |  |

### Châteaugay
- Maire sortant : Bernadette Chassefière
- 23 sièges à pourvoir au conseil municipal (population légale 2011 : 3 156 habitants)
- 2 sièges à pourvoir au conseil communautaire (Clermont Auvergne Métropole)

|                | René Darteyre   | DVG            | 877   | 58,70  | 19 | 2 |  |  |
|                | Raymond Lambert | DVD            | 617   | 41,30  | 4  |   |  |  |
|                |                 |                |       |        |    |   |  |  |
| Inscrits       | Inscrits        | Inscrits       | 2 474 | 100,00 |    |   |  |  |
| Abstentions    | Abstentions     | Abstentions    | 812   | 32,82  |    |   |  |  |
| Votants        | Votants         | Votants        | 1 662 | 67,18  |    |   |  |  |
| Blancs et nuls | Blancs et nuls  | Blancs et nuls | 168   | 10,11  |    |   |  |  |
| Exprimés       | Exprimés        | Exprimés       | 1 494 | 89,89  |    |   |  |  |

### Châtel-Guyon
- Maire sortant : Frédéric Bonnichon (UMP)
- 29 sièges à pourvoir au conseil municipal (population légale 2011 : 6 239 habitants)
- 10 sièges à pourvoir au conseil communautaire (CA Riom Limagne et Volcans)

|                          | Frédéric Bonnichon * | UMP-UDI        | 2 408 | 76,13  | 26 | 9 |  |  |
|                          | François Cheville    | PS-PCF-EELV    | 755   | 23,87  | 3  | 1 |  |  |
|                          |                      |                |       |        |    |   |  |  |
| Inscrits                 | Inscrits             | Inscrits       | 4 853 | 100,00 |    |   |  |  |
| Abstentions              | Abstentions          | Abstentions    | 1 547 | 31,88  |    |   |  |  |
| Votants                  | Votants              | Votants        | 3 306 | 68,12  |    |   |  |  |
| Blancs et nuls           | Blancs et nuls       | Blancs et nuls | 143   | 4,33   |    |   |  |  |
| Exprimés                 | Exprimés             | Exprimés       | 3 163 | 95,67  |    |   |  |  |
| * Liste du maire sortant |                      |                |       |        |    |   |  |  |

### Clermont-Ferrand
- Maire sortant : Serge Godard (PS)
- 55 sièges à pourvoir au conseil municipal (population légale 2011 : 140 957 habitants)
- 39 sièges à pourvoir au conseil communautaire (Clermont Auvergne Métropole)

| Tête de liste  | Tête de liste      | Liste           | Premier tour | Premier tour | Second tour | Second tour | Sièges | Sièges |
| Tête de liste  | Tête de liste      | Liste           | Voix         | %            | Voix        | %           | CM     | CC     |
| -------------- | ------------------ | --------------- | ------------ | ------------ | ----------- | ----------- | ------ | ------ |
|                | Olivier Bianchi    | PS-PCF-EELV-PRG | 11 756       | 31,00        | 18 382      | 47,83       | 41     | 29     |
|                | Jean-Pierre Brenas | UMP             | 9 456        | 24,93        | 15 878      | 41,31       | 11     | 8      |
|                | Antoine Rechagneux | FN              | 4 821        | 12,71        | 4 173       | 10,86       | 3      | 2      |
|                | Alain Laffont      | PG-GA           | 4 360        | 11,50        |             |             |        |        |
|                | Michel Fanget      | Modem-UDI       | 3 036        | 8,00         |             |             |        |        |
|                | Mireille Lacombe   | DVG             | 2 030        | 5,35         |             |             |        |        |
|                | Frédéric Ranchon   | SE              | 1 803        | 4,75         |             |             |        |        |
|                | Marie Savre        | LO              | 662          | 1,74         |             |             |        |        |
|                |                    |                 |              |              |             |             |        |        |
| Inscrits       | Inscrits           | Inscrits        | 73 156       | 100,00       | 73 156      | 100,00      |        |        |
| Abstentions    | Abstentions        | Abstentions     | 33 614       | 45,95        | 32 680      | 44,67       |        |        |
| Votants        | Votants            | Votants         | 39 542       | 54,05        | 40 476      | 55,33       |        |        |
| Blancs et nuls | Blancs et nuls     | Blancs et nuls  | 1 618        | 4,09         | 2 043       | 5,05        |        |        |
| Exprimés       | Exprimés           | Exprimés        | 37 924       | 95,91        | 38 433      | 94,95       |        |        |

### Combronde
- Maire sortant : Bernard Lambert
- 19 sièges à pourvoir au conseil municipal (population légale 2011 : 2 052 habitants)
- 6 sièges à pourvoir au conseil communautaire (CC Combrailles Sioule et Morge)

|                          | Bernard Lambert * | DVG            | 593   | 100,00 | 19 | 6 |  |  |
|                          |                   |                |       |        |    |   |  |  |
| Inscrits                 | Inscrits          | Inscrits       | 1 562 | 100,00 |    |   |  |  |
| Abstentions              | Abstentions       | Abstentions    | 686   | 43,92  |    |   |  |  |
| Votants                  | Votants           | Votants        | 876   | 56,08  |    |   |  |  |
| Blancs et nuls           | Blancs et nuls    | Blancs et nuls | 283   | 32,31  |    |   |  |  |
| Exprimés                 | Exprimés          | Exprimés       | 593   | 67,69  |    |   |  |  |
| * Liste du maire sortant |                   |                |       |        |    |   |  |  |

### Cournon-d'Auvergne
- Maire sortant : Bertrand Pasciuto (PS)
- 33 sièges à pourvoir au conseil municipal (population légale 2011 : 19 063 habitants)
- 6 sièges à pourvoir au conseil communautaire (Clermont Auvergne Métropole)

|                          | Bertrand Pasciuto * | PS-PCF-EELV    | 4 938  | 60,60  | 27 | 5 |  |  |
|                          | Michel Renaud       | UMP-UDI        | 3 211  | 39,40  | 6  | 1 |  |  |
|                          |                     |                |        |        |    |   |  |  |
| Inscrits                 | Inscrits            | Inscrits       | 13 330 | 100,00 |    |   |  |  |
| Abstentions              | Abstentions         | Abstentions    | 4 612  | 34,60  |    |   |  |  |
| Votants                  | Votants             | Votants        | 8 718  | 65,40  |    |   |  |  |
| Blancs et nuls           | Blancs et nuls      | Blancs et nuls | 569    | 6,53   |    |   |  |  |
| Exprimés                 | Exprimés            | Exprimés       | 8 149  | 93,47  |    |   |  |  |
| * Liste du maire sortant |                     |                |        |        |    |   |  |  |

### Courpière
- Maire sortant : Jean-Noël Serin (UMP)
- 27 sièges à pourvoir au conseil municipal (population légale 2011 : 4 401 habitants)
- 13 sièges à pourvoir au conseil communautaire (CC Thiers Dore et Montagne)

|                | Christiane Samson | PCF-PS-EELV    | 1 262 | 55,74  | 21 | 10 |  |  |
|                | André Imberdis    | DVD            | 1 002 | 44,26  | 6  | 3  |  |  |
|                |                   |                |       |        |    |    |  |  |
| Inscrits       | Inscrits          | Inscrits       | 3 320 | 100,00 |    |    |  |  |
| Abstentions    | Abstentions       | Abstentions    | 917   | 27,62  |    |    |  |  |
| Votants        | Votants           | Votants        | 2 403 | 72,38  |    |    |  |  |
| Blancs et nuls | Blancs et nuls    | Blancs et nuls | 139   | 5,78   |    |    |  |  |
| Exprimés       | Exprimés          | Exprimés       | 2 264 | 94,22  |    |    |  |  |

### Ennezat
- Maire sortant : Jacques Curé
- 19 sièges à pourvoir au conseil municipal (population légale 2011 : 2 408 habitants)
- 4 sièges à pourvoir au conseil communautaire (CA Riom Limagne et Volcans)

|                          | Fabrice Magnet | DVD            | 612   | 52,17  | 15 | 3 |  |  |
|                          | Jacques Curé * | PS-PCF-EELV    | 561   | 47,83  | 4  | 1 |  |  |
|                          |                |                |       |        |    |   |  |  |
| Inscrits                 | Inscrits       | Inscrits       | 1 656 | 100,00 |    |   |  |  |
| Abstentions              | Abstentions    | Abstentions    | 425   | 25,66  |    |   |  |  |
| Votants                  | Votants        | Votants        | 1 231 | 74,34  |    |   |  |  |
| Blancs et nuls           | Blancs et nuls | Blancs et nuls | 58    | 4,71   |    |   |  |  |
| Exprimés                 | Exprimés       | Exprimés       | 1 173 | 95,29  |    |   |  |  |
| * Liste du maire sortant |                |                |       |        |    |   |  |  |

### Gerzat
- Maire sortant : Georges Dassaud (PS)
- 33 sièges à pourvoir au conseil municipal (population légale 2011 : 10 389 habitants)
- 3 sièges à pourvoir au conseil communautaire (Clermont Auvergne Métropole)

| Tête de liste  | Tête de liste   | Liste          | Premier tour | Premier tour | Second tour | Second tour | Sièges | Sièges |
| Tête de liste  | Tête de liste   | Liste          | Voix         | %            | Voix        | %           | CM     | CC     |
| -------------- | --------------- | -------------- | ------------ | ------------ | ----------- | ----------- | ------ | ------ |
|                | Jean Albisetti  | DVD            | 1 221        | 30,68        | 1 973       | 46,48       | 25     | 2      |
|                | Grégory Lepee   | PS-PCF-EELV    | 1 220        | 30,65        | 1 345       | 31,68       | 5      | 1      |
|                | Alain Durand    | DVG            | 1 048        | 26,33        | 927         | 21,84       | 3      |        |
|                | Roland Duviquet | DVG            | 491          | 12,34        |             |             |        |        |
|                |                 |                |              |              |             |             |        |        |
| Inscrits       | Inscrits        | Inscrits       | 7 081        | 100,00       | 7 081       | 100,00      |        |        |
| Abstentions    | Abstentions     | Abstentions    | 2 864        | 40,45        | 2 665       | 37,64       |        |        |
| Votants        | Votants         | Votants        | 4 217        | 59,55        | 4 416       | 62,36       |        |        |
| Blancs et nuls | Blancs et nuls  | Blancs et nuls | 237          | 5,62         | 171         | 3,87        |        |        |
| Exprimés       | Exprimés        | Exprimés       | 3 980        | 94,38        | 4 245       | 96,13       |        |        |

### Issoire
- Maire sortant : Jacques Magne (PS)
- 33 sièges à pourvoir au conseil municipal (population légale 2011 : 14 170 habitants)
- 14 sièges à pourvoir au conseil communautaire (CA Agglo Pays d'Issoire)

| Tête de liste            | Tête de liste              | Liste          | Premier tour | Premier tour | Second tour | Second tour | Sièges | Sièges |
| Tête de liste            | Tête de liste              | Liste          | Voix         | %            | Voix        | %           | CM     | CC     |
| ------------------------ | -------------------------- | -------------- | ------------ | ------------ | ----------- | ----------- | ------ | ------ |
|                          | Bertrand Barraud           | UMP            | 2 177        | 33,91        | 3 037       | 46,37       | 25     | 11     |
|                          | Jacques Magne *            | PS             | 1 369        | 21,32        | 1 857       | 28,35       | 5      | 2      |
|                          | Laurent Pradier            | SE             | 1 120        | 17,44        | 1 001       | 15,28       | 2      | 1      |
|                          | Dominique Morel            | FN             | 779          | 12,13        | 655         | 10,00       | 1      |        |
|                          | Jocelyne Carbonnier        | FG             | 600          | 9,34         |             |             |        |        |
|                          | Christine-Claire Fourgeaud | DVD            | 375          | 5,84         |             |             |        |        |
|                          |                            |                |              |              |             |             |        |        |
| Inscrits                 | Inscrits                   | Inscrits       | 10 092       | 100,00       | 10 092      | 100,00      |        |        |
| Abstentions              | Abstentions                | Abstentions    | 3 440        | 34,09        | 3 299       | 32,69       |        |        |
| Votants                  | Votants                    | Votants        | 6 652        | 65,91        | 6 793       | 67,31       |        |        |
| Blancs et nuls           | Blancs et nuls             | Blancs et nuls | 232          | 3,49         | 243         | 3,58        |        |        |
| Exprimés                 | Exprimés                   | Exprimés       | 6 420        | 96,51        | 6 550       | 96,42       |        |        |
| * Liste du maire sortant |                            |                |              |              |             |             |        |        |

### La Roche-Blanche
- Maire sortant : Gérard Vialat
- 23 sièges à pourvoir au conseil municipal (population légale 2011 : 3 190 habitants)
- 5 sièges à pourvoir au conseil communautaire (CC Mond'Arverne Communauté)

|                          | Gérard Vialat *   | DVD            | 1 067 | 62,14  | 19 | 4 |  |  |
|                          | Catherine Souchal | PS-PCF-EELV    | 650   | 37,86  | 4  | 1 |  |  |
|                          |                   |                |       |        |    |   |  |  |
| Inscrits                 | Inscrits          | Inscrits       | 2 464 | 100,00 |    |   |  |  |
| Abstentions              | Abstentions       | Abstentions    | 691   | 28,04  |    |   |  |  |
| Votants                  | Votants           | Votants        | 1 773 | 71,96  |    |   |  |  |
| Blancs et nuls           | Blancs et nuls    | Blancs et nuls | 56    | 3,16   |    |   |  |  |
| Exprimés                 | Exprimés          | Exprimés       | 1 717 | 96,84  |    |   |  |  |
| * Liste du maire sortant |                   |                |       |        |    |   |  |  |

### Le Cendre
- Maire sortant : Hervé Prononce
- 27 sièges à pourvoir au conseil municipal (population légale 2011 : 4 801 habitants)
- 2 sièges à pourvoir au conseil communautaire (Clermont Auvergne Métropole)

|                          | Hervé Prononce * | UDI-MoDem      | 1 866 | 73,43  | 24 | 2 |  |  |
|                          | Jean-Marc Miguet | PS-PCF-EELV    | 675   | 26,56  | 3  |   |  |  |
|                          |                  |                |       |        |    |   |  |  |
| Inscrits                 | Inscrits         | Inscrits       | 3 833 | 100,00 |    |   |  |  |
| Abstentions              | Abstentions      | Abstentions    | 1 177 | 30,71  |    |   |  |  |
| Votants                  | Votants          | Votants        | 2 656 | 69,29  |    |   |  |  |
| Blancs et nuls           | Blancs et nuls   | Blancs et nuls | 115   | 4,33   |    |   |  |  |
| Exprimés                 | Exprimés         | Exprimés       | 2 541 | 95,67  |    |   |  |  |
| * Liste du maire sortant |                  |                |       |        |    |   |  |  |

### Lempdes
- Maire sortant : Gérard Betenfeld (DVG)
- 29 sièges à pourvoir au conseil municipal (population légale 2011 : 8 397 habitants)
- 2 sièges à pourvoir au conseil communautaire (Clermont Auvergne Métropole)

|                          | Henri Gisselbrecht | DVD            | 2 112 | 50,56  | 22 | 2 |  |  |
|                          | Gérard Betenfeld * | PS-PCF-EELV    | 1 518 | 36,34  | 5  |   |  |  |
|                          | Dominique Chalard  | FN             | 547   | 13,09  | 2  |   |  |  |
|                          |                    |                |       |        |    |   |  |  |
| Inscrits                 | Inscrits           | Inscrits       | 6 504 | 100,00 |    |   |  |  |
| Abstentions              | Abstentions        | Abstentions    | 2 146 | 33,00  |    |   |  |  |
| Votants                  | Votants            | Votants        | 4 358 | 67,00  |    |   |  |  |
| Blancs et nuls           | Blancs et nuls     | Blancs et nuls | 181   | 4,15   |    |   |  |  |
| Exprimés                 | Exprimés           | Exprimés       | 4 177 | 95,85  |    |   |  |  |
| * Liste du maire sortant |                    |                |       |        |    |   |  |  |

### Les Martres-d'Artière
- Maire sortant : Gabriel Bapeyrat
- 19 sièges à pourvoir au conseil municipal (population légale 2011 : 2 029 habitants)
- 3 sièges à pourvoir au conseil communautaire (CA Riom Limagne et Volcans)

| Tête de liste  | Tête de liste   | Liste          | Premier tour | Premier tour | Second tour | Second tour | Sièges | Sièges |
| Tête de liste  | Tête de liste   | Liste          | Voix         | %            | Voix        | %           | CM     | CC     |
| -------------- | --------------- | -------------- | ------------ | ------------ | ----------- | ----------- | ------ | ------ |
|                | Vincent Raymond | DVD            | 512          | 47,19        | 552         | 51,11       | 15     | 2      |
|                | Gérard Moutarde | DVG            | 342          | 31,52        | 332         | 30,74       | 3      | 1      |
|                | Lionnel Gendre  | DVG            | 231          | 21,29        | 196         | 18,15       | 1      |        |
|                |                 |                |              |              |             |             |        |        |
| Inscrits       | Inscrits        | Inscrits       | 1 419        | 100,00       | 1 419       | 100,00      |        |        |
| Abstentions    | Abstentions     | Abstentions    | 297          | 20,93        | 322         | 22,69       |        |        |
| Votants        | Votants         | Votants        | 1 122        | 79,07        | 1 097       | 77,31       |        |        |
| Blancs et nuls | Blancs et nuls  | Blancs et nuls | 37           | 3,30         | 17          | 1,55        |        |        |
| Exprimés       | Exprimés        | Exprimés       | 1 085        | 96,70        | 1 080       | 98,45       |        |        |

### Les Martres-de-Veyre
- Maire sortant : Pascal Pigot
- 27 sièges à pourvoir au conseil municipal (population légale 2011 : 3 934 habitants)
- 6 sièges à pourvoir au conseil communautaire (CC Mond'Arverne Communauté)

|                          | Pascal Pigot * | PS-PCF-EELV    | 1 177 | 100,00 | 27 | 6 |  |  |
|                          |                |                |       |        |    |   |  |  |
| Inscrits                 | Inscrits       | Inscrits       | 3 112 | 100,00 |    |   |  |  |
| Abstentions              | Abstentions    | Abstentions    | 1 605 | 51,57  |    |   |  |  |
| Votants                  | Votants        | Votants        | 1 507 | 48,43  |    |   |  |  |
| Blancs et nuls           | Blancs et nuls | Blancs et nuls | 330   | 21,90  |    |   |  |  |
| Exprimés                 | Exprimés       | Exprimés       | 1 177 | 78,10  |    |   |  |  |
| * Liste du maire sortant |                |                |       |        |    |   |  |  |

### Lezoux
- Maire sortant : Marie-Gabrielle Gagnadre (UMP)
- 29 sièges à pourvoir au conseil municipal (population légale 2011 : 5 608 habitants)
- 8 sièges à pourvoir au conseil communautaire (CC Entre Dore et Allier)

|                | Alain Cosson   | DVD            | 1 315 | 52,37  | 22 | 6 |  |  |
|                | Bruno Bosloup  | PS-PCF-EELV    | 1 196 | 47,63  | 7  | 2 |  |  |
|                |                |                |       |        |    |   |  |  |
| Inscrits       | Inscrits       | Inscrits       | 3 863 | 100,00 |    |   |  |  |
| Abstentions    | Abstentions    | Abstentions    | 1 213 | 31,40  |    |   |  |  |
| Votants        | Votants        | Votants        | 2 650 | 68,60  |    |   |  |  |
| Blancs et nuls | Blancs et nuls | Blancs et nuls | 139   | 5,25   |    |   |  |  |
| Exprimés       | Exprimés       | Exprimés       | 2 511 | 94,75  |    |   |  |  |

### Maringues
- Maire sortant : Bernard Faure
- 23 sièges à pourvoir au conseil municipal (population légale 2011 : 2 768 habitants)
- 12 sièges à pourvoir au conseil communautaire (CC Plaine Limagne)

|                | Robert Imbaud    | PS-PCF-EELV    | 718   | 56,85  | 18 | 9 |  |  |
|                | Philippe Le Pont | DVD            | 545   | 43,15  | 5  | 3 |  |  |
|                |                  |                |       |        |    |   |  |  |
| Inscrits       | Inscrits         | Inscrits       | 2 012 | 100,00 |    |   |  |  |
| Abstentions    | Abstentions      | Abstentions    | 635   | 31,56  |    |   |  |  |
| Votants        | Votants          | Votants        | 1 377 | 68,44  |    |   |  |  |
| Blancs et nuls | Blancs et nuls   | Blancs et nuls | 114   | 8,28   |    |   |  |  |
| Exprimés       | Exprimés         | Exprimés       | 1 263 | 91,72  |    |   |  |  |

### Mirefleurs
- Maire sortant : Alain Hébrard
- 19 sièges à pourvoir au conseil municipal (population légale 2011 : 2 311 habitants)
- 3 sièges à pourvoir au conseil communautaire (CC Mond'Arverne Communauté)

|                | Jean Baridon   | DVG            | 708   | 100,00 | 19 | 3 |  |  |
|                |                |                |       |        |    |   |  |  |
| Inscrits       | Inscrits       | Inscrits       | 1 824 | 100,00 |    |   |  |  |
| Abstentions    | Abstentions    | Abstentions    | 866   | 47,48  |    |   |  |  |
| Votants        | Votants        | Votants        | 958   | 52,52  |    |   |  |  |
| Blancs et nuls | Blancs et nuls | Blancs et nuls | 250   | 26,10  |    |   |  |  |
| Exprimés       | Exprimés       | Exprimés       | 708   | 73,90  |    |   |  |  |

### Mozac
- Maire sortant : Michel Arsac
- 27 sièges à pourvoir au conseil municipal (population légale 2011 : 3 788 habitants)
- 6 sièges à pourvoir au conseil communautaire (CA Riom Limagne et Volcans)

|                | Marc Regnoux   | DVD            | 966   | 51,71  | 21 | 5 |  |  |
|                | André Chanudet | DVG            | 902   | 48,29  | 6  | 1 |  |  |
|                |                |                |       |        |    |   |  |  |
| Inscrits       | Inscrits       | Inscrits       | 2 835 | 100,00 |    |   |  |  |
| Abstentions    | Abstentions    | Abstentions    | 852   | 30,05  |    |   |  |  |
| Votants        | Votants        | Votants        | 1 983 | 69,95  |    |   |  |  |
| Blancs et nuls | Blancs et nuls | Blancs et nuls | 115   | 5,80   |    |   |  |  |
| Exprimés       | Exprimés       | Exprimés       | 1 868 | 94,20  |    |   |  |  |

### Orcet
- Maire sortant : Dominique Guélon
- 23 sièges à pourvoir au conseil municipal (population légale 2011 : 2 695 habitants)
- 4 sièges à pourvoir au conseil communautaire (CC Mond'Arverne Communauté)

|                          | Dominique Guélon * | DVD            | 954   | 100,00 | 23 | 4 |  |  |
|                          |                    |                |       |        |    |   |  |  |
| Inscrits                 | Inscrits           | Inscrits       | 2 173 | 100,00 |    |   |  |  |
| Abstentions              | Abstentions        | Abstentions    | 967   | 44,50  |    |   |  |  |
| Votants                  | Votants            | Votants        | 1 206 | 55,50  |    |   |  |  |
| Blancs et nuls           | Blancs et nuls     | Blancs et nuls | 252   | 20,90  |    |   |  |  |
| Exprimés                 | Exprimés           | Exprimés       | 954   | 79,10  |    |   |  |  |
| * Liste du maire sortant |                    |                |       |        |    |   |  |  |

### Orcines
- Maire sortant : Jean-Marc Morvan
- 23 sièges à pourvoir au conseil municipal (population légale 2011 : 3 282 habitants)
- 2 sièges à pourvoir au conseil communautaire (Clermont Auvergne Métropole)

|                          | Jean-Marc Morvan * | DVD            | 1 157 | 57,62  | 18 | 2 |  |  |
|                          | Denis Cheville     | DVG            | 851   | 42,38  | 5  |   |  |  |
|                          |                    |                |       |        |    |   |  |  |
| Inscrits                 | Inscrits           | Inscrits       | 2 759 | 100,00 |    |   |  |  |
| Abstentions              | Abstentions        | Abstentions    | 673   | 24,39  |    |   |  |  |
| Votants                  | Votants            | Votants        | 2 086 | 75,61  |    |   |  |  |
| Blancs et nuls           | Blancs et nuls     | Blancs et nuls | 78    | 3,74   |    |   |  |  |
| Exprimés                 | Exprimés           | Exprimés       | 2 008 | 96,26  |    |   |  |  |
| * Liste du maire sortant |                    |                |       |        |    |   |  |  |

### Orléat
- Maire sortant : Paul Alibert
- 19 sièges à pourvoir au conseil municipal (population légale 2011 : 2 043 habitants)
- 3 sièges à pourvoir au conseil communautaire (CC Entre Dore et Allier)

|                | Élisabeth Brussat | DVD            | 819   | 69,70  | 16 | 3 |  |  |
|                | Patrick Vitalis   | DVG            | 356   | 30,30  | 3  |   |  |  |
|                |                   |                |       |        |    |   |  |  |
| Inscrits       | Inscrits          | Inscrits       | 1 709 | 100,00 |    |   |  |  |
| Abstentions    | Abstentions       | Abstentions    | 464   | 27,15  |    |   |  |  |
| Votants        | Votants           | Votants        | 1 245 | 72,85  |    |   |  |  |
| Blancs et nuls | Blancs et nuls    | Blancs et nuls | 70    | 5,62   |    |   |  |  |
| Exprimés       | Exprimés          | Exprimés       | 1 175 | 94,38  |    |   |  |  |

### Pérignat-lès-Sarliève
- Maire sortant : Pierre Riol
- 23 sièges à pourvoir au conseil municipal (population légale 2011 : 2 671 habitants)
- 2 sièges à pourvoir au conseil communautaire (Clermont Auvergne Métropole)

| Tête de liste            | Tête de liste         | Liste          | Premier tour | Premier tour | Second tour | Second tour | Sièges | Sièges |
| Tête de liste            | Tête de liste         | Liste          | Voix         | %            | Voix        | %           | CM     | CC     |
| ------------------------ | --------------------- | -------------- | ------------ | ------------ | ----------- | ----------- | ------ | ------ |
|                          | Pierre Riol *         | DVD            | 708          | 49,27        | 743         | 50,85       | 18     | 2      |
|                          | Amine-Xavier Chaabane | DVD            | 475          | 33,05        | 515         | 35,25       | 4      |        |
|                          | Pierre Duchampt       | DVG            | 254          | 17,67        | 203         | 13,89       | 1      |        |
|                          |                       |                |              |              |             |             |        |        |
| Inscrits                 | Inscrits              | Inscrits       | 2 226        | 100,00       | 2 224       | 100,00      |        |        |
| Abstentions              | Abstentions           | Abstentions    | 728          | 32,70        | 721         | 32,42       |        |        |
| Votants                  | Votants               | Votants        | 1 498        | 67,30        | 1 503       | 67,58       |        |        |
| Blancs et nuls           | Blancs et nuls        | Blancs et nuls | 61           | 4,07         | 42          | 2,79        |        |        |
| Exprimés                 | Exprimés              | Exprimés       | 1 437        | 95,93        | 1 461       | 97,21       |        |        |
| * Liste du maire sortant |                       |                |              |              |             |             |        |        |

### Peschadoires
- Maire sortant : Florent Monneyron
- 19 sièges à pourvoir au conseil municipal (population légale 2011 : 2 103 habitants)
- 3 sièges à pourvoir au conseil communautaire (CC Entre Dore et Allier)

|                          | Florent Moneyron * | DVG            | 958   | 100,00 | 19 | 3 |  |  |
|                          |                    |                |       |        |    |   |  |  |
| Inscrits                 | Inscrits           | Inscrits       | 1 810 | 100,00 |    |   |  |  |
| Abstentions              | Abstentions        | Abstentions    | 652   | 36,02  |    |   |  |  |
| Votants                  | Votants            | Votants        | 1 158 | 63,98  |    |   |  |  |
| Blancs et nuls           | Blancs et nuls     | Blancs et nuls | 200   | 17,27  |    |   |  |  |
| Exprimés                 | Exprimés           | Exprimés       | 958   | 82,73  |    |   |  |  |
| * Liste du maire sortant |                    |                |       |        |    |   |  |  |

### Pont-du-Château
- Maire sortant : René Vinzio (MRC)
- 33 sièges à pourvoir au conseil municipal (population légale 2011 : 10 632 habitants)
- 3 sièges à pourvoir au conseil communautaire (Clermont Auvergne Métropole)

| Tête de liste            | Tête de liste    | Liste          | Premier tour | Premier tour | Second tour | Second tour | Sièges | Sièges |
| Tête de liste            | Tête de liste    | Liste          | Voix         | %            | Voix        | %           | CM     | CC     |
| ------------------------ | ---------------- | -------------- | ------------ | ------------ | ----------- | ----------- | ------ | ------ |
|                          | René Vinzio *    | PS-PCF-EELV    | 2 144        | 45,47        | 2 106       | 45,13       | 24     | 2      |
|                          | Michel Mirand    | UMP-UDI        | 1 598        | 33,89        | 1 869       | 40,05       | 7      | 1      |
|                          | Isabelle Batteix | DVG            | 973          | 20,64        | 691         | 14,81       | 2      |        |
|                          |                  |                |              |              |             |             |        |        |
| Inscrits                 | Inscrits         | Inscrits       | 7 604        | 100,00       | 7 604       | 100,00      |        |        |
| Abstentions              | Abstentions      | Abstentions    | 2 683        | 35,28        | 2 795       | 36,76       |        |        |
| Votants                  | Votants          | Votants        | 4 921        | 64,72        | 4 809       | 63,24       |        |        |
| Blancs et nuls           | Blancs et nuls   | Blancs et nuls | 206          | 4,19         | 143         | 2,97        |        |        |
| Exprimés                 | Exprimés         | Exprimés       | 4 715        | 95,81        | 4 666       | 97,03       |        |        |
| * Liste du maire sortant |                  |                |              |              |             |             |        |        |

### Puy-Guillaume
- Maire sortant : Nadine Chabrier
- 23 sièges à pourvoir au conseil municipal (population légale 2011 : 2 612 habitants)
- 10 sièges à pourvoir au conseil communautaire (CC Thiers Dore et Montagne)

|                          | Bernard Vignaud   | DVG            | 787   | 51,37  | 18 | 8 |  |  |
|                          | Nadine Chabrier * | PS-PCF-EELV    | 745   | 48,63  | 5  | 2 |  |  |
|                          |                   |                |       |        |    |   |  |  |
| Inscrits                 | Inscrits          | Inscrits       | 2 095 | 100,00 |    |   |  |  |
| Abstentions              | Abstentions       | Abstentions    | 485   | 23,15  |    |   |  |  |
| Votants                  | Votants           | Votants        | 1 610 | 76,85  |    |   |  |  |
| Blancs et nuls           | Blancs et nuls    | Blancs et nuls | 78    | 4,84   |    |   |  |  |
| Exprimés                 | Exprimés          | Exprimés       | 1 532 | 95,16  |    |   |  |  |
| * Liste du maire sortant |                   |                |       |        |    |   |  |  |

### Riom
- Maire sortant : Jean-Claude Zicola (PS)
- 33 sièges à pourvoir au conseil municipal (population légale 2011 : 18 291 habitants)
- 19 sièges à pourvoir au conseil communautaire (CA Riom Limagne et Volcans)

| Tête de liste  | Tête de liste    | Liste          | Premier tour | Premier tour | Second tour | Second tour | Sièges | Sièges |
| Tête de liste  | Tête de liste    | Liste          | Voix         | %            | Voix        | %           | CM     | CC     |
| -------------- | ---------------- | -------------- | ------------ | ------------ | ----------- | ----------- | ------ | ------ |
|                | Pierre Pecoul    | UMP-UDI        | 3 370        | 49,15        | 4 018       | 54,41       | 26     | 15     |
|                | Pierrette Chiesa | PS-PCF-EELV    | 2 812        | 41,01        | 3 366       | 45,58       | 7      | 4      |
|                | Michel Bages     | DVG            | 674          | 9,83         |             |             |        |        |
|                |                  |                |              |              |             |             |        |        |
| Inscrits       | Inscrits         | Inscrits       | 11 422       | 100,00       | 11 423      | 100,00      |        |        |
| Abstentions    | Abstentions      | Abstentions    | 4 236        | 37,09        | 3 734       | 32,69       |        |        |
| Votants        | Votants          | Votants        | 7 186        | 62,91        | 7 689       | 67,31       |        |        |
| Blancs et nuls | Blancs et nuls   | Blancs et nuls | 330          | 4,59         | 305         | 3,97        |        |        |
| Exprimés       | Exprimés         | Exprimés       | 6 856        | 95,41        | 7 384       | 96,03       |        |        |

### Romagnat
- Maire sortant : François Farret (PS)
- 29 sièges à pourvoir au conseil municipal (population légale 2011 : 8 049 habitants)
- 2 sièges à pourvoir au conseil communautaire (Clermont Auvergne Métropole)

|                          | Laurent Brunmurol | DVD            | 2 497 | 63,80  | 24 | 2 |  |  |
|                          | François Farret * | PS-PCF-EELV    | 1 417 | 36,20  | 5  |   |  |  |
|                          |                   |                |       |        |    |   |  |  |
| Inscrits                 | Inscrits          | Inscrits       | 6 247 | 100,00 |    |   |  |  |
| Abstentions              | Abstentions       | Abstentions    | 2 146 | 34,35  |    |   |  |  |
| Votants                  | Votants           | Votants        | 4 101 | 65,65  |    |   |  |  |
| Blancs et nuls           | Blancs et nuls    | Blancs et nuls | 187   | 4,56   |    |   |  |  |
| Exprimés                 | Exprimés          | Exprimés       | 3 914 | 95,44  |    |   |  |  |
| * Liste du maire sortant |                   |                |       |        |    |   |  |  |

### Royat
- Maire sortant : Marcel Aledo
- 27 sièges à pourvoir au conseil municipal (population légale 2011 : 4 490 habitants)
- 2 sièges à pourvoir au conseil communautaire (Clermont Auvergne Métropole)

|                          | Marcel Aledo *     | DVD            | 1 350 | 69,48  | 23 | 2 |  |  |
|                          | Christian Bernette | DVG            | 593   | 30,52  | 4  |   |  |  |
|                          |                    |                |       |        |    |   |  |  |
| Inscrits                 | Inscrits           | Inscrits       | 3 467 | 100,00 |    |   |  |  |
| Abstentions              | Abstentions        | Abstentions    | 1 327 | 38,28  |    |   |  |  |
| Votants                  | Votants            | Votants        | 2 140 | 61,72  |    |   |  |  |
| Blancs et nuls           | Blancs et nuls     | Blancs et nuls | 197   | 9,21   |    |   |  |  |
| Exprimés                 | Exprimés           | Exprimés       | 1 943 | 90,79  |    |   |  |  |
| * Liste du maire sortant |                    |                |       |        |    |   |  |  |

### Saint-Beauzire
- Maire sortant : Hervé Corger
- 19 sièges à pourvoir au conseil municipal (population légale 2011 : 2 105 habitants)
- 3 sièges à pourvoir au conseil communautaire (CA Riom Limagne et Volcans)

|                | Jean-Pierre Hebrard | DVD            | 637   | 54,12  | 15 | 2 |  |  |
|                | Michel Fournier     | DVG            | 540   | 45,88  | 4  | 1 |  |  |
|                |                     |                |       |        |    |   |  |  |
| Inscrits       | Inscrits            | Inscrits       | 1 555 | 100,00 |    |   |  |  |
| Abstentions    | Abstentions         | Abstentions    | 331   | 21,29  |    |   |  |  |
| Votants        | Votants             | Votants        | 1 224 | 78,71  |    |   |  |  |
| Blancs et nuls | Blancs et nuls      | Blancs et nuls | 47    | 3,84   |    |   |  |  |
| Exprimés       | Exprimés            | Exprimés       | 1 177 | 96,16  |    |   |  |  |

### Saint-Bonnet-près-Riom
- Maire sortant : Christophe Mathieu
- 19 sièges à pourvoir au conseil municipal (population légale 2011 : 2 037 habitants)
- 3 sièges à pourvoir au conseil communautaire (CA Riom Limagne et Volcans)

|                          | Jean-Philippe Perret | DVD            | 724   | 61,93  | 16 | 2 |  |  |
|                          | Christophe Mathieu * | PS-PCF-EELV    | 445   | 38,07  | 3  | 1 |  |  |
|                          |                      |                |       |        |    |   |  |  |
| Inscrits                 | Inscrits             | Inscrits       | 1 530 | 100,00 |    |   |  |  |
| Abstentions              | Abstentions          | Abstentions    | 316   | 20,65  |    |   |  |  |
| Votants                  | Votants              | Votants        | 1 214 | 79,35  |    |   |  |  |
| Blancs et nuls           | Blancs et nuls       | Blancs et nuls | 45    | 3,71   |    |   |  |  |
| Exprimés                 | Exprimés             | Exprimés       | 1 169 | 96,29  |    |   |  |  |
| * Liste du maire sortant |                      |                |       |        |    |   |  |  |

### Saint-Éloy-les-Mines
- Maire sortant : Marie-Thérèse Sikora
- 27 sièges à pourvoir au conseil municipal (population légale 2011 : 3 622 habitants)
- 13 sièges à pourvoir au conseil communautaire (CC du Pays de Saint-Éloy)

|                          | Marie-Thérèse Sikora * | UMP-UDI        | 1 195 | 59,48  | 22 | 11 |  |  |
|                          | Christopher Dembik     | PS-PCF-EELV    | 814   | 40,52  | 5  | 2  |  |  |
|                          |                        |                |       |        |    |    |  |  |
| Inscrits                 | Inscrits               | Inscrits       | 2 972 | 100,00 |    |    |  |  |
| Abstentions              | Abstentions            | Abstentions    | 894   | 30,08  |    |    |  |  |
| Votants                  | Votants                | Votants        | 2 078 | 69,92  |    |    |  |  |
| Blancs et nuls           | Blancs et nuls         | Blancs et nuls | 69    | 3,32   |    |    |  |  |
| Exprimés                 | Exprimés               | Exprimés       | 2 009 | 96,68  |    |    |  |  |
| * Liste du maire sortant |                        |                |       |        |    |    |  |  |

### Saint-Genès-Champanelle
- Maire sortant : Roger Gardes
- 23 sièges à pourvoir au conseil municipal (population légale 2011 : 3 216 habitants)
- 2 sièges à pourvoir au conseil communautaire (Clermont Auvergne Métropole)

|                          | Roger Gardes * | PS-PCF-EELV    | 1 245 | 100,00 | 23 | 2 |  |  |
|                          |                |                |       |        |    |   |  |  |
| Inscrits                 | Inscrits       | Inscrits       | 2 728 | 100,00 |    |   |  |  |
| Abstentions              | Abstentions    | Abstentions    | 1 063 | 38,97  |    |   |  |  |
| Votants                  | Votants        | Votants        | 1 665 | 61,03  |    |   |  |  |
| Blancs et nuls           | Blancs et nuls | Blancs et nuls | 420   | 25,23  |    |   |  |  |
| Exprimés                 | Exprimés       | Exprimés       | 1 245 | 74,77  |    |   |  |  |
| * Liste du maire sortant |                |                |       |        |    |   |  |  |

### Saint-Georges-de-Mons
- Maire sortant : Camille Chanséaume
- 19 sièges à pourvoir au conseil municipal (population légale 2011 : 2 100 habitants)
- 6 sièges à pourvoir au conseil communautaire (CC Combrailles Sioule et Morge)

|                          | Camille Chanséaume * | PS-PCF-EELV    | 659   | 100,00 | 19 | 6 |  |  |
|                          |                      |                |       |        |    |   |  |  |
| Inscrits                 | Inscrits             | Inscrits       | 1 613 | 100,00 |    |   |  |  |
| Abstentions              | Abstentions          | Abstentions    | 697   | 43,21  |    |   |  |  |
| Votants                  | Votants              | Votants        | 916   | 56,79  |    |   |  |  |
| Blancs et nuls           | Blancs et nuls       | Blancs et nuls | 257   | 28,06  |    |   |  |  |
| Exprimés                 | Exprimés             | Exprimés       | 659   | 71,94  |    |   |  |  |
| * Liste du maire sortant |                      |                |       |        |    |   |  |  |

### Sayat
- Maire sortant : Robert Couzon
- 19 sièges à pourvoir au conseil municipal (population légale 2011 : 2 170 habitants)
- 3 sièges à pourvoir au conseil communautaire (CA Riom Limagne et Volcans)

|                | Nicolas Weinmeister | DVD            | 974   | 74,24  | 17 | 3 |  |  |
|                | Dominique Lopez     | SE             | 338   | 25,76  | 2  |   |  |  |
|                |                     |                |       |        |    |   |  |  |
| Inscrits       | Inscrits            | Inscrits       | 1 901 | 100,00 |    |   |  |  |
| Abstentions    | Abstentions         | Abstentions    | 511   | 26,88  |    |   |  |  |
| Votants        | Votants             | Votants        | 1 390 | 73,12  |    |   |  |  |
| Blancs et nuls | Blancs et nuls      | Blancs et nuls | 78    | 5,61   |    |   |  |  |
| Exprimés       | Exprimés            | Exprimés       | 1 312 | 94,39  |    |   |  |  |

### Thiers
- Maire sortant : Thierry Déglon (DVD)
- 33 sièges à pourvoir au conseil municipal (population légale 2011 : 11 232 habitants)
- 8 sièges à pourvoir au conseil communautaire (CC Thiers Dore et Montagne)

| Tête de liste            | Tête de liste    | Liste          | Premier tour | Premier tour | Second tour | Second tour | Sièges | Sièges |
| Tête de liste            | Tête de liste    | Liste          | Voix         | %            | Voix        | %           | CM     | CC     |
| ------------------------ | ---------------- | -------------- | ------------ | ------------ | ----------- | ----------- | ------ | ------ |
|                          | Thierry Déglon * | DVD            | 1 860        | 38,27        | 2 503       | 48,53       | 8      | 2      |
|                          | Claude Nowotny   | PCF-PS-FG      | 1 453        | 29,90        | 2 655       | 51,47       | 25     | 6      |
|                          | Hervé Torregrosa | DVG            | 833          | 17,14        |             |             |        |        |
|                          | Tahar Bouanane   | DVG-EELV       | 714          | 14,69        |             |             |        |        |
|                          |                  |                |              |              |             |             |        |        |
| Inscrits                 | Inscrits         | Inscrits       | 7 993        | 100,00       | 7 992       | 100,00      |        |        |
| Abstentions              | Abstentions      | Abstentions    | 2 819        | 35,27        | 2 594       | 32,46       |        |        |
| Votants                  | Votants          | Votants        | 5 174        | 64,73        | 5 398       | 67,54       |        |        |
| Blancs et nuls           | Blancs et nuls   | Blancs et nuls | 314          | 6,07         | 240         | 4,45        |        |        |
| Exprimés                 | Exprimés         | Exprimés       | 4 860        | 93,93        | 5 158       | 95,55       |        |        |
| * Liste du maire sortant |                  |                |              |              |             |             |        |        |

### Vertaizon
- Maire sortant : Jean-Paul Prulière
- 23 sièges à pourvoir au conseil municipal (population légale 2011 : 3 161 habitants)
- 4 sièges à pourvoir au conseil communautaire (CC Billom Communauté)

|                          | Jean-Paul Prulière * | DVG            | 709   | 56,40  | 18 | 3 |  |  |
|                          | Robert Barnola       | DVG            | 548   | 43,59  | 5  | 1 |  |  |
|                          |                      |                |       |        |    |   |  |  |
| Inscrits                 | Inscrits             | Inscrits       | 2 080 | 100,00 |    |   |  |  |
| Abstentions              | Abstentions          | Abstentions    | 706   | 33,94  |    |   |  |  |
| Votants                  | Votants              | Votants        | 1 374 | 66,06  |    |   |  |  |
| Blancs et nuls           | Blancs et nuls       | Blancs et nuls | 117   | 8,52   |    |   |  |  |
| Exprimés                 | Exprimés             | Exprimés       | 1 257 | 91,48  |    |   |  |  |
| * Liste du maire sortant |                      |                |       |        |    |   |  |  |

### Veyre-Monton
- Maire sortant : Yves Fafournoux
- 23 sièges à pourvoir au conseil municipal (population légale 2011 : 3 434 habitants)
- 5 sièges à pourvoir au conseil communautaire (CC Mond'Arverne Communauté)

|                          | Yves Fafournoux * | UG (PS - PCF)  | 1 224 | 60,35  | 19 | 4 |  |  |
|                          | Pierre Chabrillat | DVD            | 804   | 39,64  | 4  | 1 |  |  |
|                          |                   |                |       |        |    |   |  |  |
| Inscrits                 | Inscrits          | Inscrits       | 2 996 | 100,00 |    |   |  |  |
| Abstentions              | Abstentions       | Abstentions    | 888   | 29,64  |    |   |  |  |
| Votants                  | Votants           | Votants        | 2 108 | 70,36  |    |   |  |  |
| Blancs et nuls           | Blancs et nuls    | Blancs et nuls | 80    | 3,80   |    |   |  |  |
| Exprimés                 | Exprimés          | Exprimés       | 2 028 | 96,20  |    |   |  |  |
| * Liste du maire sortant |                   |                |       |        |    |   |  |  |

### Vic-le-Comte
- Maire sortant : Roland Blanchet
- 27 sièges à pourvoir au conseil municipal (population légale 2011 : 4 849 habitants)
- 11 sièges à pourvoir au conseil communautaire (CC Mond'Arverne Communauté)

|                          | Roland Blanchet * | PS-PCF-EELV    | 1 468 | 100,00 | 27 | 11 |  |  |
|                          |                   |                |       |        |    |    |  |  |
| Inscrits                 | Inscrits          | Inscrits       | 3 935 | 100,00 |    |    |  |  |
| Abstentions              | Abstentions       | Abstentions    | 1 868 | 47,47  |    |    |  |  |
| Votants                  | Votants           | Votants        | 2 067 | 52,53  |    |    |  |  |
| Blancs et nuls           | Blancs et nuls    | Blancs et nuls | 599   | 28,98  |    |    |  |  |
| Exprimés                 | Exprimés          | Exprimés       | 1 468 | 71,02  |    |    |  |  |
| * Liste du maire sortant |                   |                |       |        |    |    |  |  |

### Volvic
- Maire sortant : Mohand Hamoumou
- 27 sièges à pourvoir au conseil municipal (population légale 2011 : 4 563 habitants)
- 8 sièges à pourvoir au conseil communautaire (CA Riom Limagne et Volcans)

|                          | Mohand Hamoumou * | SE             | 1 259 | 55,53  | 21 | 6 |  |  |
|                          | Laurent Penevere  | PS-PCF-EELV    | 1 008 | 44,46  | 6  | 2 |  |  |
|                          |                   |                |       |        |    |   |  |  |
| Inscrits                 | Inscrits          | Inscrits       | 3 450 | 100,00 |    |   |  |  |
| Abstentions              | Abstentions       | Abstentions    | 1 019 | 29,54  |    |   |  |  |
| Votants                  | Votants           | Votants        | 2 431 | 70,46  |    |   |  |  |
| Blancs et nuls           | Blancs et nuls    | Blancs et nuls | 164   | 6,75   |    |   |  |  |
| Exprimés                 | Exprimés          | Exprimés       | 2 267 | 93,25  |    |   |  |  |
| * Liste du maire sortant |                   |                |       |        |    |   |  |  |